# Triodion

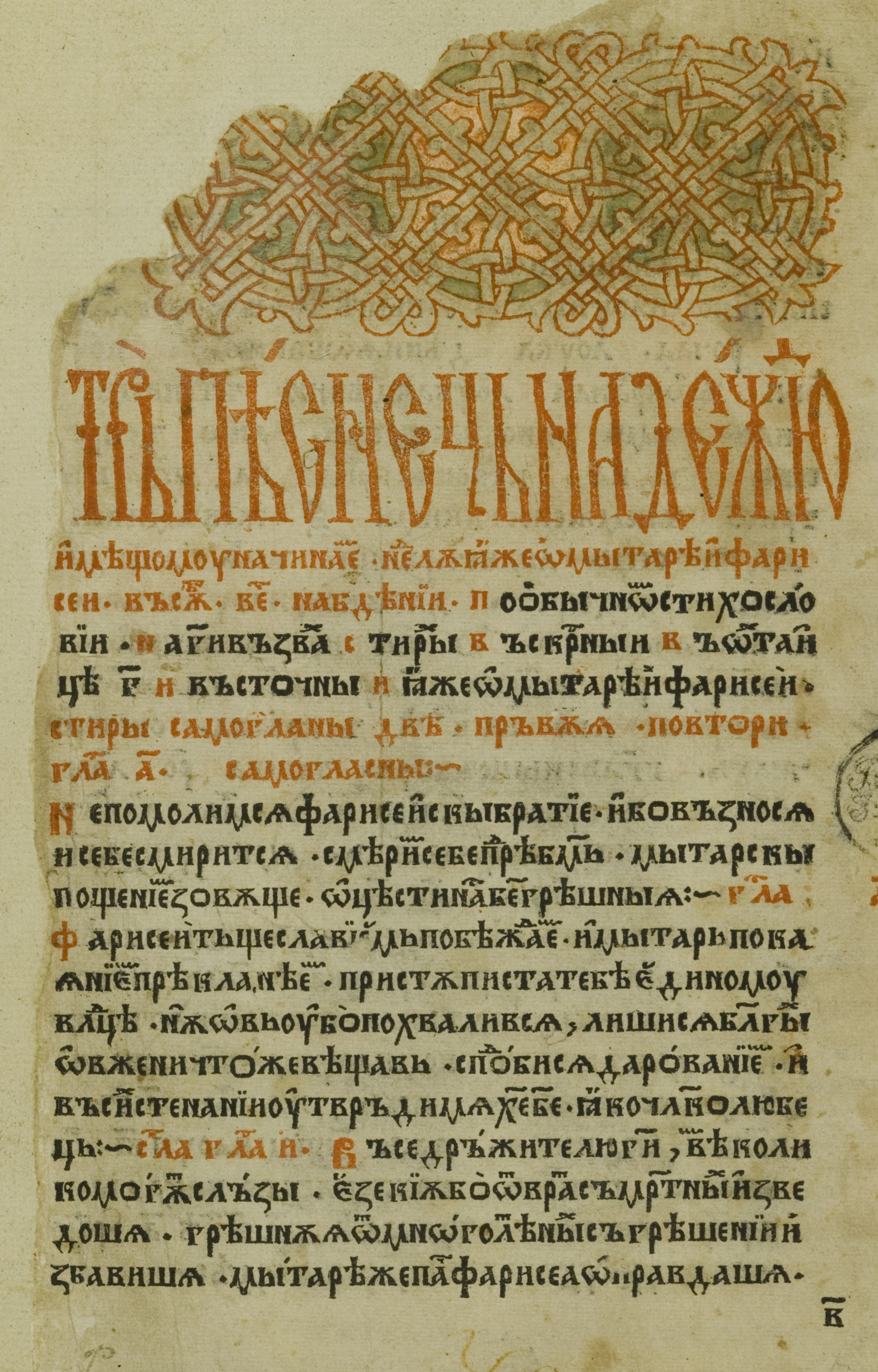
Impresión eslava de la iglesia por Schweipolt Fiol - Triod Postnaja, Cracovia, 1491.

El Triodion (en griego: Τριῴδιον, Triōdion) es el libro litúrgico usado por la Iglesia Ortodoxa que contiene los propios para el período de ayuno anterior a la Semana Santa y para las semanas previas al ayuno.
Los cánones del día de la semana para matinés en el Triodion contienen solo tres odas, por lo que se conocen como "triodos", por lo cual el Triodion toma su nombre. 
El período que cubre el libro se extiende desde el Domingo del fariseo y el publicano (la décima semana antes de Pascha (Pascua): veintidós días antes del comienzo de la Gran Cuaresma), y concluye con el oficio de medianoche del Sábado Santo.
El Triodion contiene los propios para:
- El período de Pre-Cuaresma, comienza con una semana en la que no hay ayuno, incluidos los miércoles y viernes, que normalmente se mantienen como días de ayuno durante todo el año (con pocas excepciones).
- La semana siguiente se llama Apókreō (literalmente: "Dejar de comer carne") en griego. Coincide con las celebraciones del Carnaval que, aunque oficialmente desalentadas por la Iglesia como restos paganos, son muy populares. El Apokreo marca el cambio de dieta a la práctica de ayuno de la Cuaresma: la carne ya no se come después del "Primer Domingo Apokreo" (es decir, el octavo domingo antes de la Pascua), mientras que para la semana siguiente, el Tyrinĕ, que culmina el Domingo Tyrinē (literalmente: "domingo de queso" o "segundo domingo de Apokreo") justo antes del Lunes Limpio, se puede comer leche y productos lácteos, pero no carne ni huevos.
- Los Cuarenta Días de Gran Cuaresma en sí, que comienzan el Lunes Limpio, y para los cuales se trata de una dieta tipo vegana, con el agregado de que en muchos días también se excluye el uso de aceite ("Ayuno de Cuaresma"). En dos fiestas específicas durante la Cuaresma (la Anunciación y el Domingo de Ramos), se permite el pescado. El ayuno se prescribe hasta la Pascua. En este período coinciden la primavera con el nacimiento de nuevos corderos.
- Sábado de Lázaro y Domingo de Ramos.
- Semana Santa (incluyendo el oficio de medianoche de Sábado Santo).

En la edición del Triodion de Cuaresma usado por los Viejos Creyentes y aquellos que siguen la recitación rutena, los contenidos del Triodion terminan con el servicio del Sábado de Lázaro y no contienen los servicios de la Semana Santa, que se encuentran en el Pentecostarion.
- Datos: Q1699802
- Multimedia: Triodion / Q1699802